# 乔舒亚·伊格尔
乔舒亚·伊格尔（英語：Joshua Eagle，1973年5月10日—），昆士兰州人，澳大利亚男子网球运动员。他曾在2001年澳大利亚网球公开赛搭档奥地利选手芭芭拉·謝特获得混合双打亚军。